# Ілісу
Ілісу (азерб. İlisu, цахур. İlisu) — селище в Ґахському районі Азербайджану. Було центром Ілісуйського султанату, пізніше входило до складу Закатальського округу. Село заснували цахури.

## Топоніміка
Етимологія цього топоніма ставала об'єктом уваги дослідників ще в XIX столітті. Так, Вейденбаум, автор відомого путівника по Кавказу, перекладає назву Або-су з тюркської (татар) як «п'ятдесят вод» — Еллі-су. Найімовірніше, наявне поблизу села Ілісу гаряче мінеральне джерело, точніше, багато теплих і холодних джерел, вплинули на назву місцевості Ійлі — «пахне», су —"річка", «вода».
Але найбільш точним слід вважати тлумачення цієї назви, яке дав Д. Є. Зубарєв: "Називання Ілісуй, Єлісуй або правильніше Улу-су, пішло від Улу-су, що означає: «багато води». В Ілісу й понині збереглися низка топонімів зі складовою частиною «Улу»: Улу Кьорпю (міст), Улу-баш (найвища вершина на території міста Кахі, мечеть Улу та інші.

## Історія
Варто відзначити наявність за 5-6 км від Ілісу, нижче за течією річки Курмух — на лівому її березі, залишків фортеці Курмух. Цілком можливо, в минулому тут розташовувалося одне з великих поселень Курмуської ущелини.
Басейн Курмухчаю, лівої притоки Алазані, де містилося селище Ілісу, колись належав Грузії і становив особливу еріставство (феодальне володіння) Тсукет. На початку XVII століття, після погрому Кахетинського царства Шах-Аббасом, у басейні цієї річки постав султанат, названий Єлісуйським, за ім'ям головного селища Єлісу. В XVII столітті Ілисуйський султанат і шість Джаро-Белоканських джамаатів об'єдналися в конфедерацію, населення якої складалося з цахурів, аварців, мугалів і інгілойців. Цей союз займав територію вздовж нижньої течії річки Алазані, обмежену із заходу Кахетією, з півдня — частково Ширакським степом, зі сходу — Шекінським ханством. До складу цієї території входили також землі, що лежать на північних схилах Головного Кавказького хребта (верхів'я Самуру). Ілісу і джаро-белоканські джамаати успішно чинили опір спробам кахетинських царів повернути контроль над басейном Курмухчаю, а 5 травня 1723 року навіть захопили Тифліс, отримавши з цього міста данину в розмірі 60 000 тюменів. У середині XVIII століття Ілісуйський султанат досяг такого впливу, що Османська імперія присвоїла султанові Ілісу Алі Султан беку важливий для того часу титул паші «Ікі санджагли».
На початку XIX століття Російська імперія починає завоювання Закавказзя. Ілісуйський султанат приєднали до Росії 1807 року російські війська під командуванням генерала В. С. Гулякова. 1830 року, після семи походів російських військ, Джаро-Белоканські джамаати були ліквідовані, а замість них створено однойменний округ, частиною якого став і Ілісу. На відміну від сусідів, ілісуйські султани активно співпрацювали з російською владою на Кавказі, зокрема неодноразово надаючи їм військову допомогу. За це імперська адміністрація допомогла останньому султанові Даніял-беку підпорядкувати своїй владі долину верхнього Самуру з головним селищем Цахур. Згодом відносини ілісуйского правителя з російською адміністрацією погіршилися.
16 червня 1844 року Даніял-бек у головній мечеті Ілісу поклявся на Корані битися з Російською імперією. Через 4 дні Джаробелоканський військово-окружний начальник генерал-майор Г. Ю. Шварц зі своїм загоном вступив у межі султанату. 25 червня росіяни під Агатаєм розбили тритисячне військо Даніял-бека, а 3 липня з боєм зайняли і сам аул Ілісу. Султанові вдалося втекти в гори. Ілісу зруйнували, не зачепивши при цьому тільки міської мечеті. 8 серпня в аулі Нах росіяни заснували свою адміністрацію, сам султанат офіційно включили до складу області Чарталах. У січні 1847 року жителі Ілісу звернулися до Шаміля по допомогу в боротьбі з росіянами, пообіцявши підняти повстання, як тільки війська імама спустяться з гір. 16 травня гірське військо під командуванням Даніял-бека вступило в межі Ілісу. Міліція частково перейшла на бік султана, частково розбіглася. Наступ на Ілісу носив відтяжний характер. Коли стало ясно, що похід Даніял-бека не заважає росіянам воювати в Дагестані, Шаміль втратив до нього інтерес і відкликав султана. 9 червня Даніял-бек відвів свої війська за Кавказький хребет.
В районі Ілісу містяться ілісуйські соляно-лужні мінеральні води. Температура води 38-42°C.

## Населення
За даними Енциклопедичного словника Брокгауза і Ефрона, що видавався в кінці XIX — початку XX століть, в Єлісу проживало 2840 цахурів, іменованих тоді, як і більшість гірських народів, лезгинами.
За даними Кавказького календаря за 1912 рік у селищі Ілісу проживали цахури числом 2329 осіб.
Населення Ілісу розмовляє цахурською й азербайджанською мовами. В минулому жителі селища розмовляли цахурською мовою, однак у другій половині XIX століття всі жителі вже розмовляли азербайджанською.

## Культура

### В кіно
У Ілісу проходили знімання фільму Юлія Гусмана «Не бійся, я з тобою» і його продовження «Не бійся, я з тобою! 1919».

### Пам'ятки
- Міст Улу — міст XVIII століття.
- Джума-мечеть — мечеть XVIII століття.
- Сумузька фортеця — оборонна башта XVII століття.
- Шамільгала (Галача) — вежа XIX століття.
- Джинлі-кала — середньовічна фортеця з вежами VII—IX століть або XVIII століття.

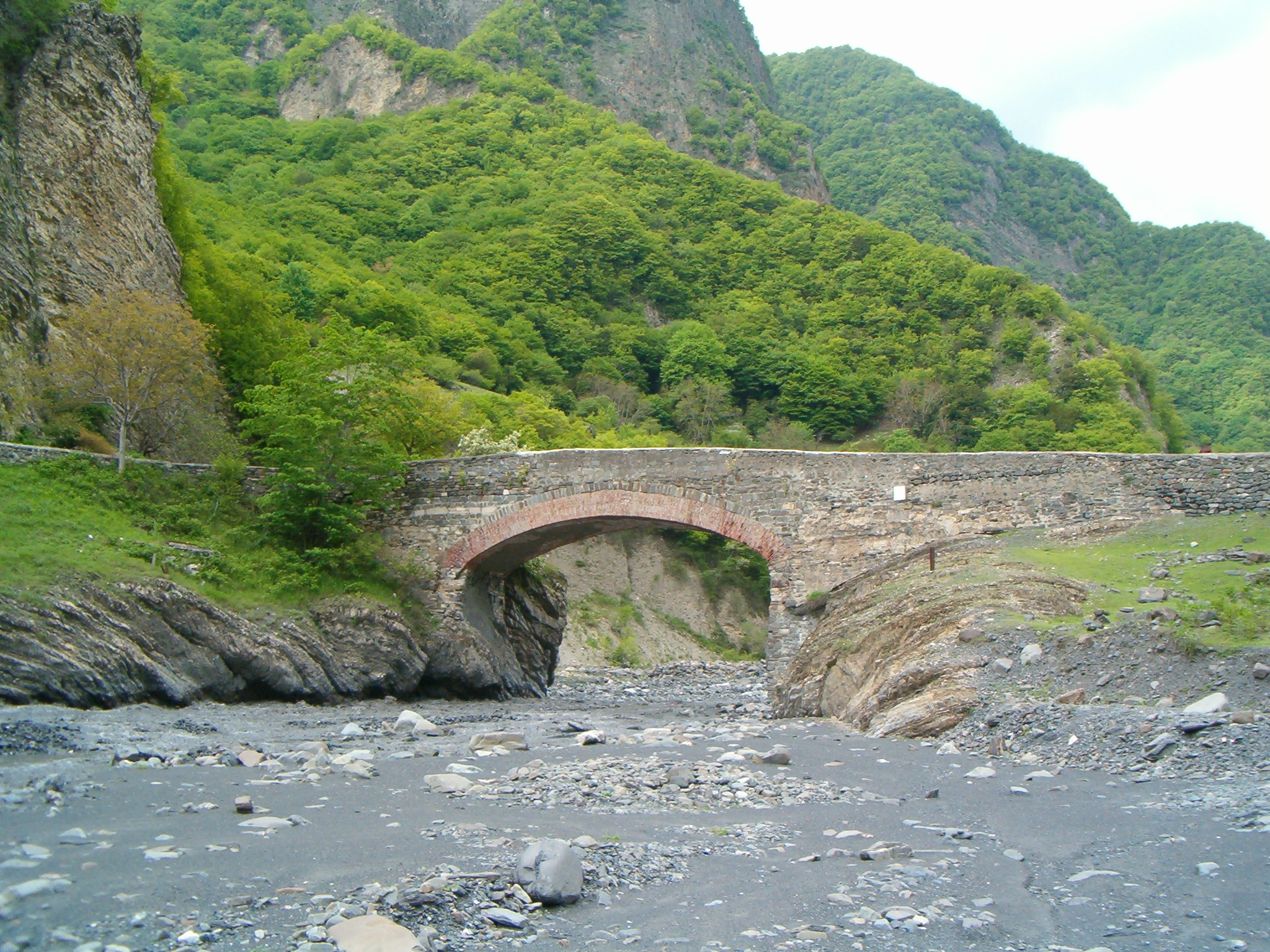
Міст Улу XVIII століття на захід від Ілісу
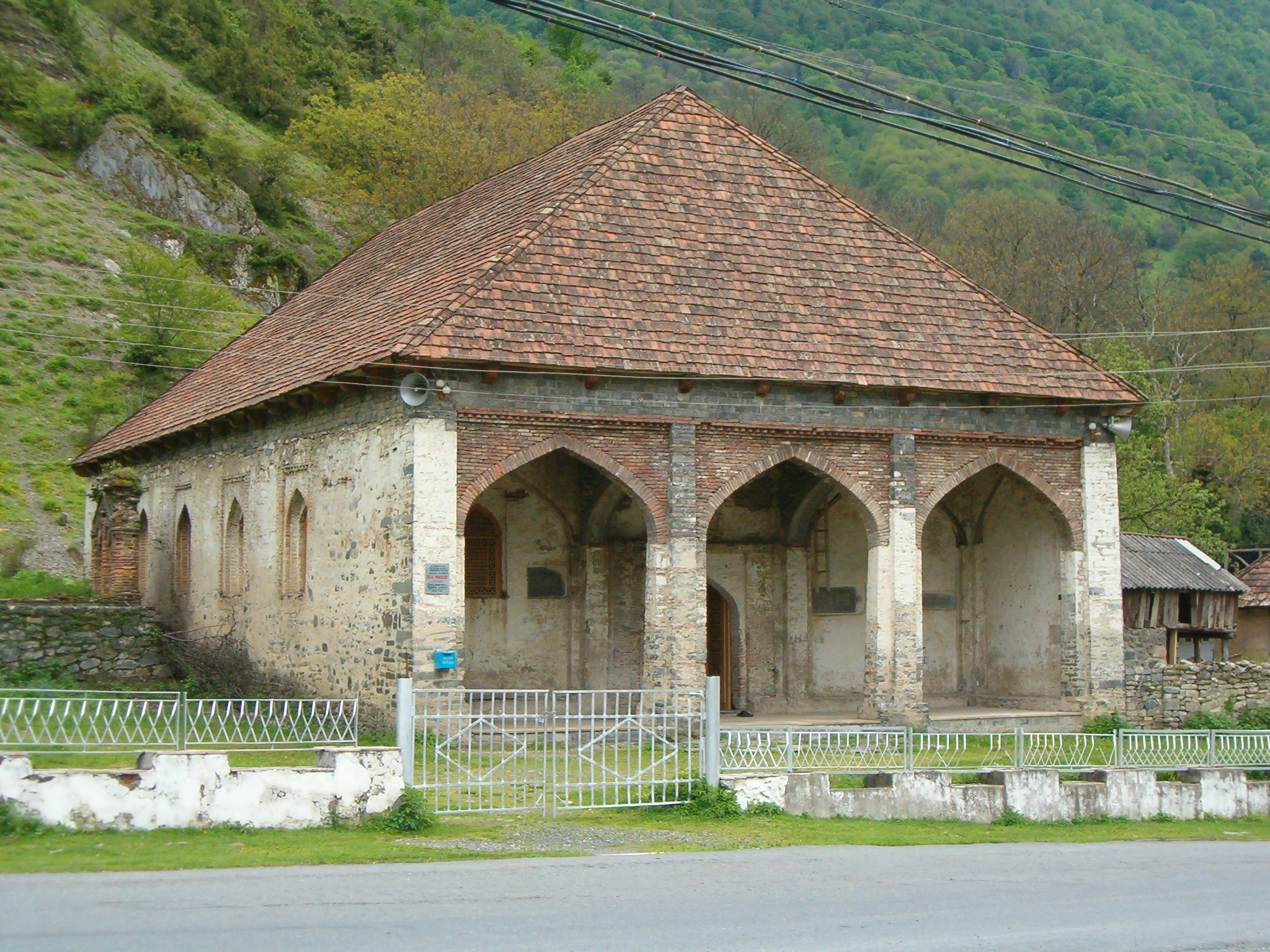
Мечеть Джума в центрі Ілісу
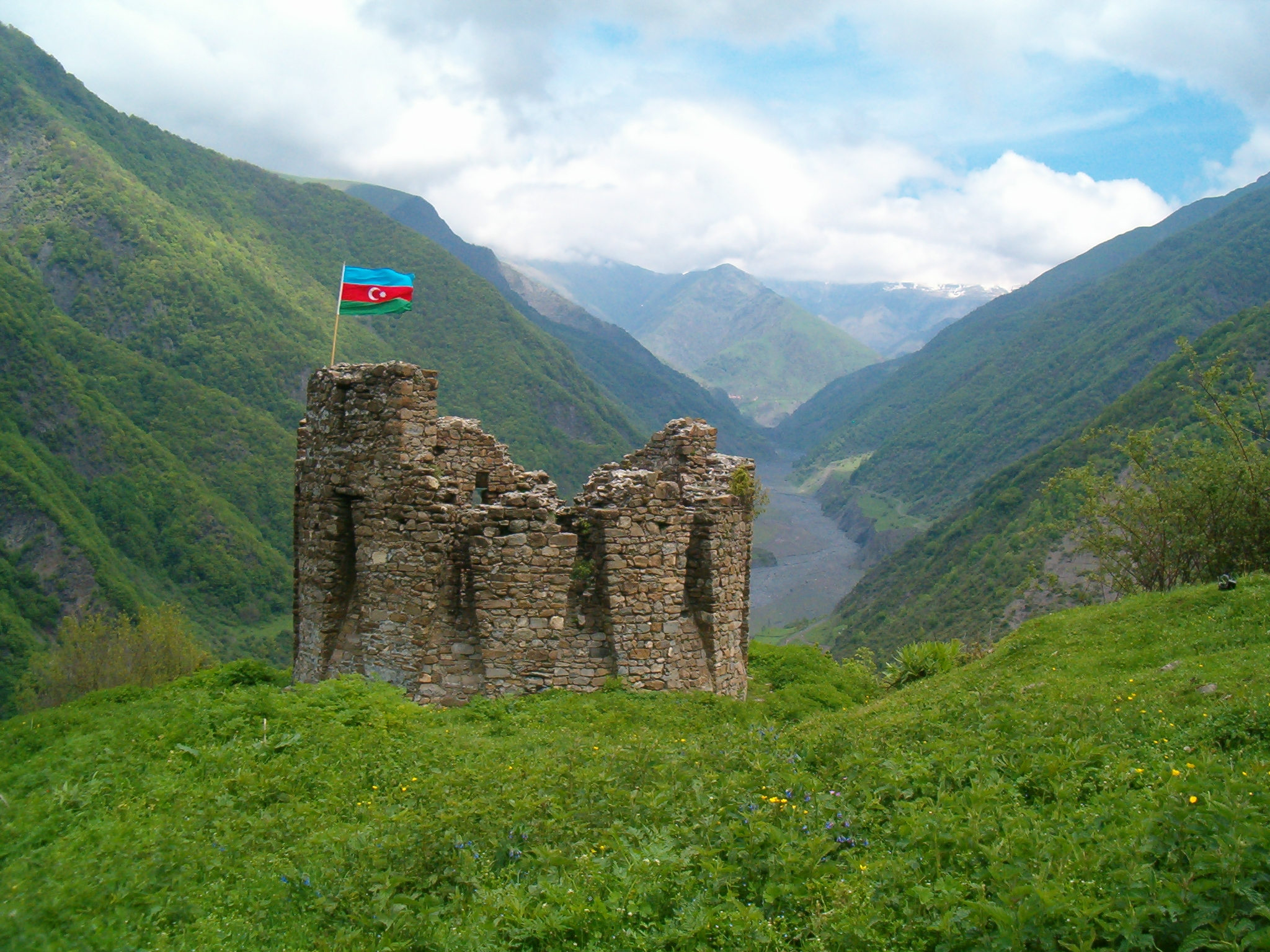
Галача (Шамільгала)
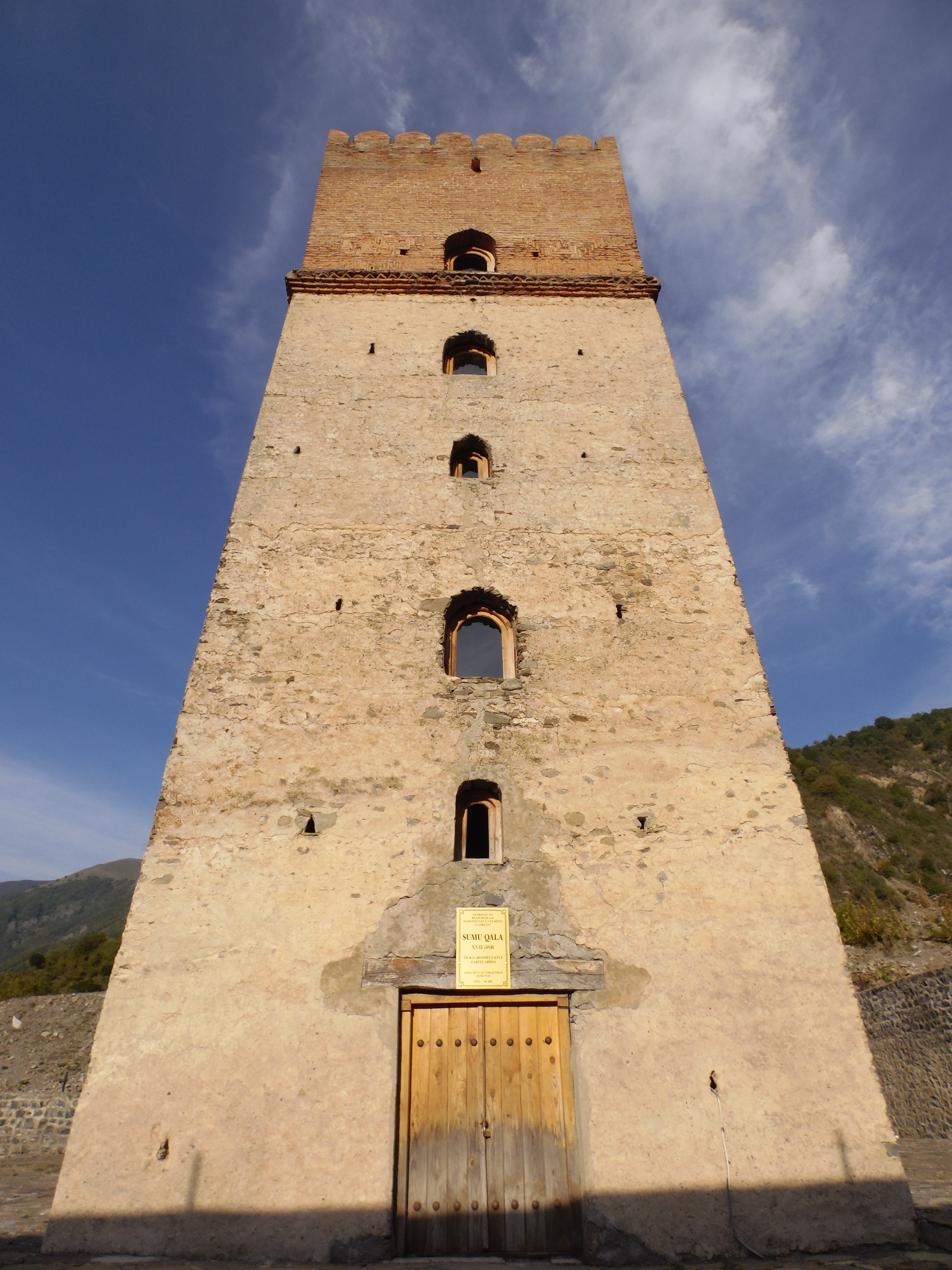
Сумуг-кала
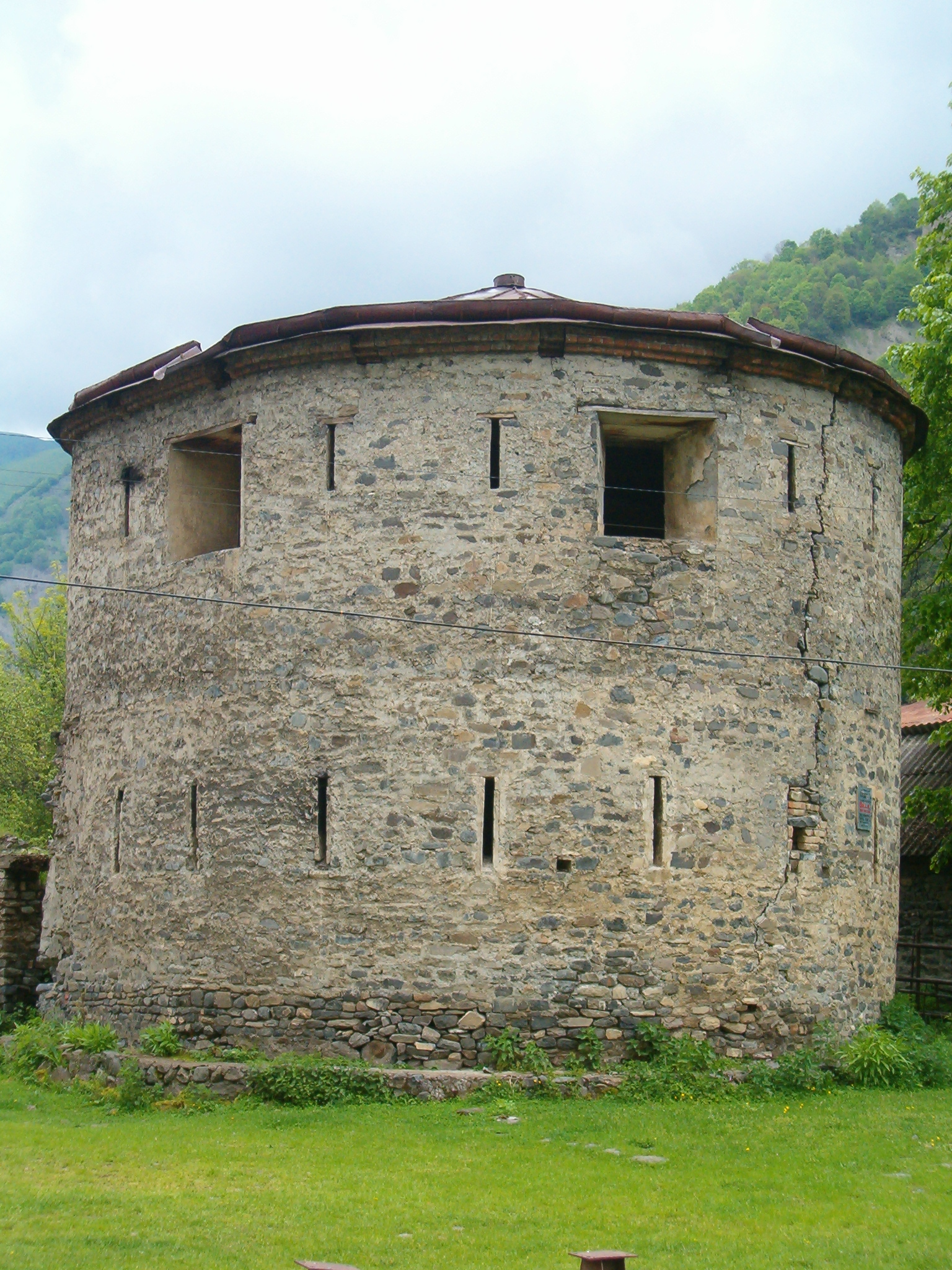
Російська вежа XIX століття в кварталі Галамахялля
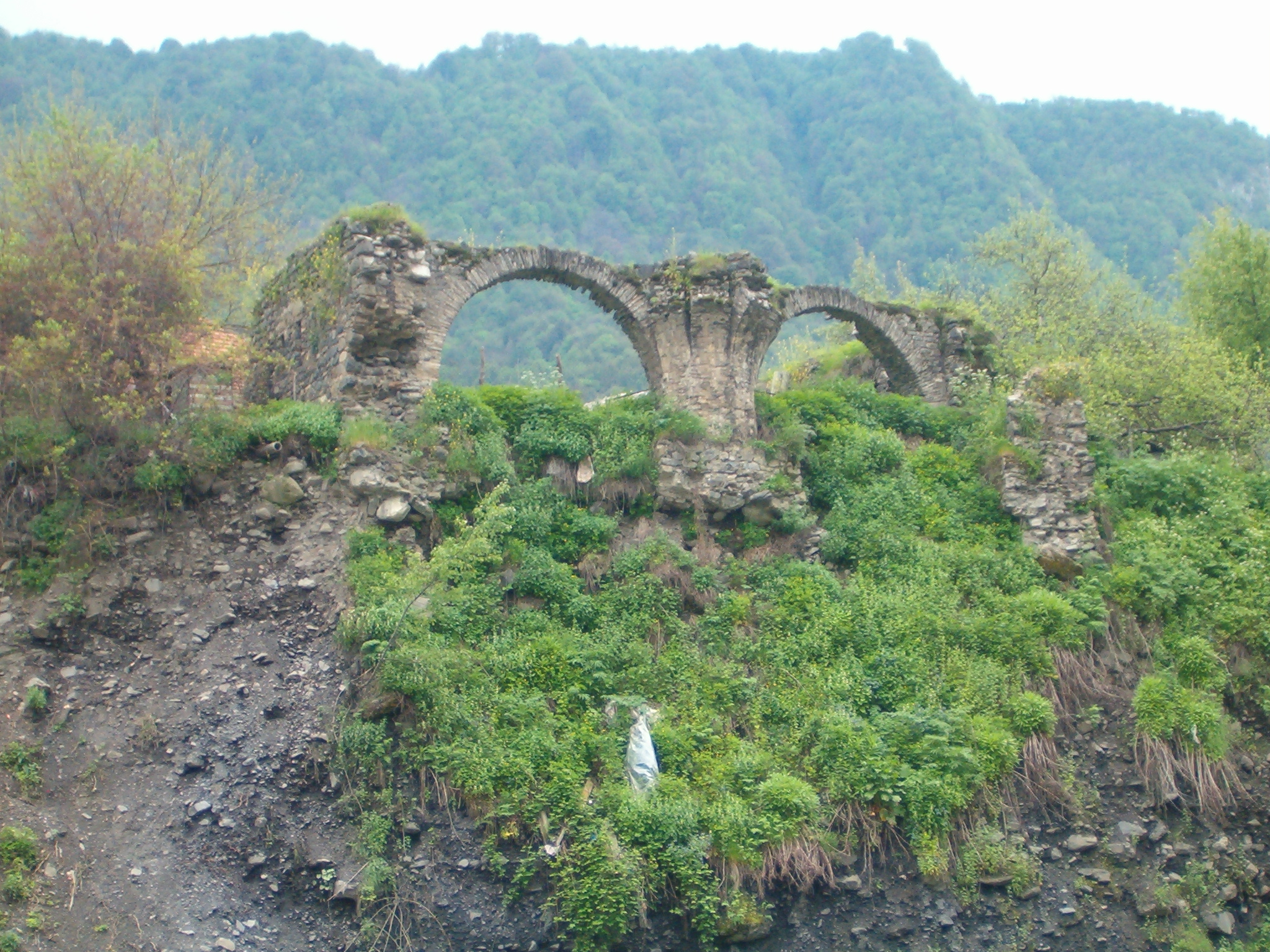
Руїни фортеці XIX століття
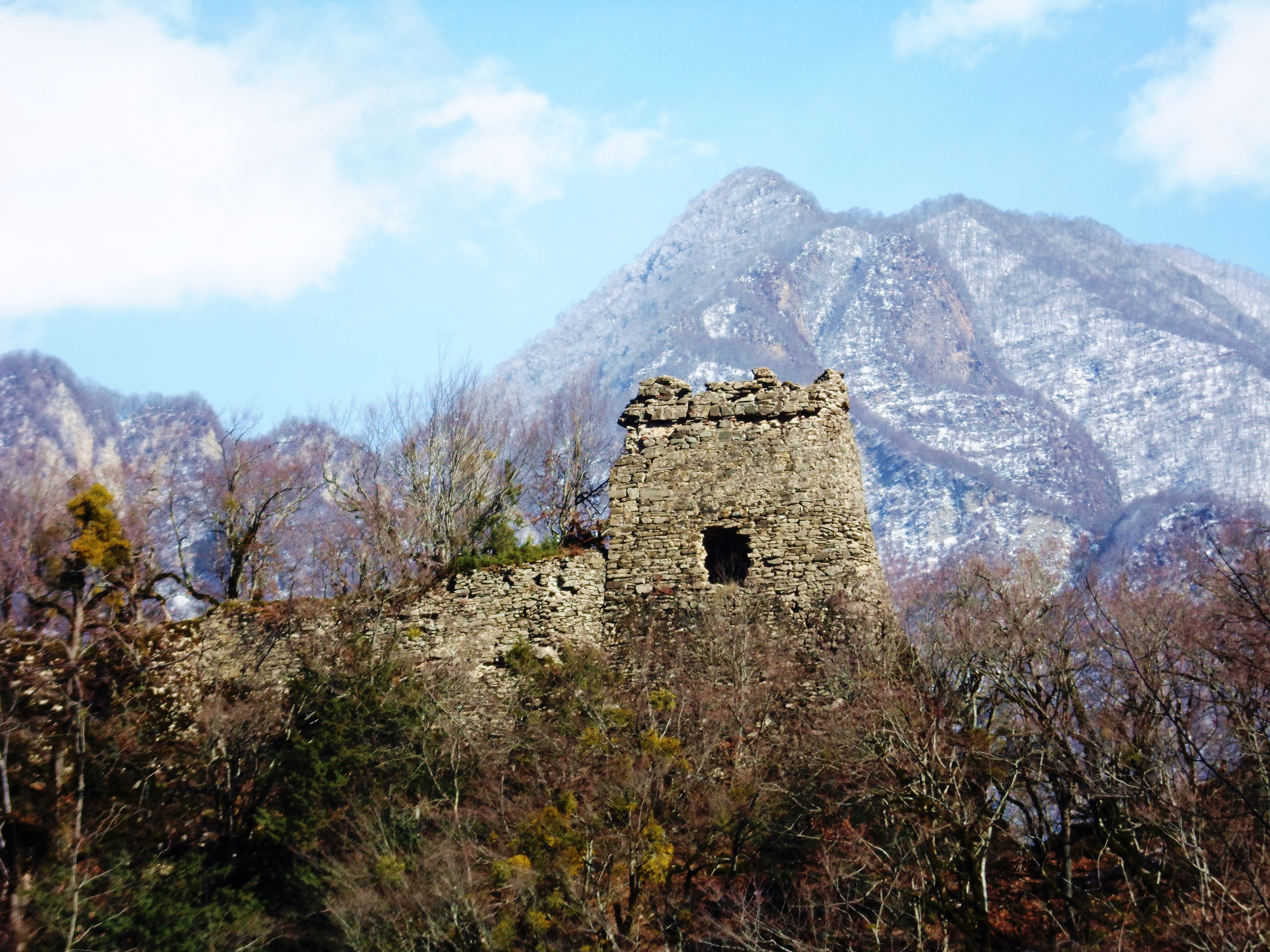
Головна башта фортеці Джинлі-кала за 5 км від Ілісу
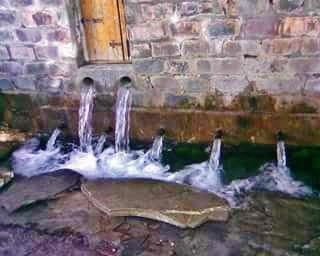
Джерело Бешбулак XIX століття